# Polypterus bichir
Polypterus bichir Lacepède, 1803, o biscir del Nilo, è un pesce di acqua dolce appartenente alla famiglia Polypteridae.

## Distribuzione e habitat
Vive nei più grandi fiumi dell'Africa come il Nilo e il Niger. 

## Descrizione
Il suo corpo è molto allungato, appena compresso ai lati, e ha una colorazione che varia dal marrone al verde scuro. Le pinne non sono ampie. La pinna dorsale è lunga, bassa e seghettata. È una specie abbastanza grande, che raggiunge i 74 cm per 2,7 kg di peso.

## Biologia

### Alimentazione
Si nutre esclusivamente di pesci ossei più piccoli.

### Riproduzione
È oviparo, la fecondazione è esterna. Depone le uova nella vegetazione acquatica, dove vengono sorvegliate anche dopo la schiusa da entrambi i genitori.

## Acquariofilia
Questa specie è difficile da allevare a causa delle sue grandi dimensioni, quindi è diffuso soprattutto negli acquari pubblici.